# Redditch
Redditch er en by i Redditch-distriktet, Worcestershire, England, med et indbyggertal (pr. 2015) på 82.544. Distriktet har et befolkningstal på 84.971 (pr. 2015). Byen ligger 153 km fra London.